# Thelypteris fasciola
Thelypteris fasciola är en kärrbräkenväxtart som beskrevs av Alan Reid Smith och M. Kessler. Thelypteris fasciola ingår i släktet Thelypteris och familjen Thelypteridaceae. Inga underarter finns listade.